# 伊予小松站
伊予小松站（日语：／ Iyokomatsu eki */?）是位在日本愛媛縣西條市、隸屬於四國旅客鐵道（JR四國）的鐵路車站。車站編號為Y34，是未合併前小松町的中心車站。現時只停靠普通列車。日本國鐵時代，由於早在1897年已於石川縣北陸本線設有小松站，為免混淆，所以加上舊令制國所代表的名稱「伊予」以作識別。
過往曾為部份急行列車的停車站，後來JR四國因廢除所有急行等級列車而只停普通列車。但特急因交換軌道而運轉停車的機會亦不少。

## 車站結構
設有單層木製站舍一座，由開站至今仍然使用，1981年改為簡易委託站，由非日本國鐵職員負責票務事宜；JR四國接手後，站舍經過翻新及修葺，並取消了委託服務，翻新後，最左邊部份站舍被拆去，餘下的改為洗手間；原來中央的玄關位、原站務室及部份候車室則改為商舖；車站出入口及候車大堂則改在站舍最右邊位置。由於候車大堂的面積被大幅減少，部份候車座位改設於入閘後旁邊的簷蓬下。改建後的商店，最初由旗下子公司Willie Winkie麵包店進駐，後來結業後，改由一所公文式補習社進駐至今。

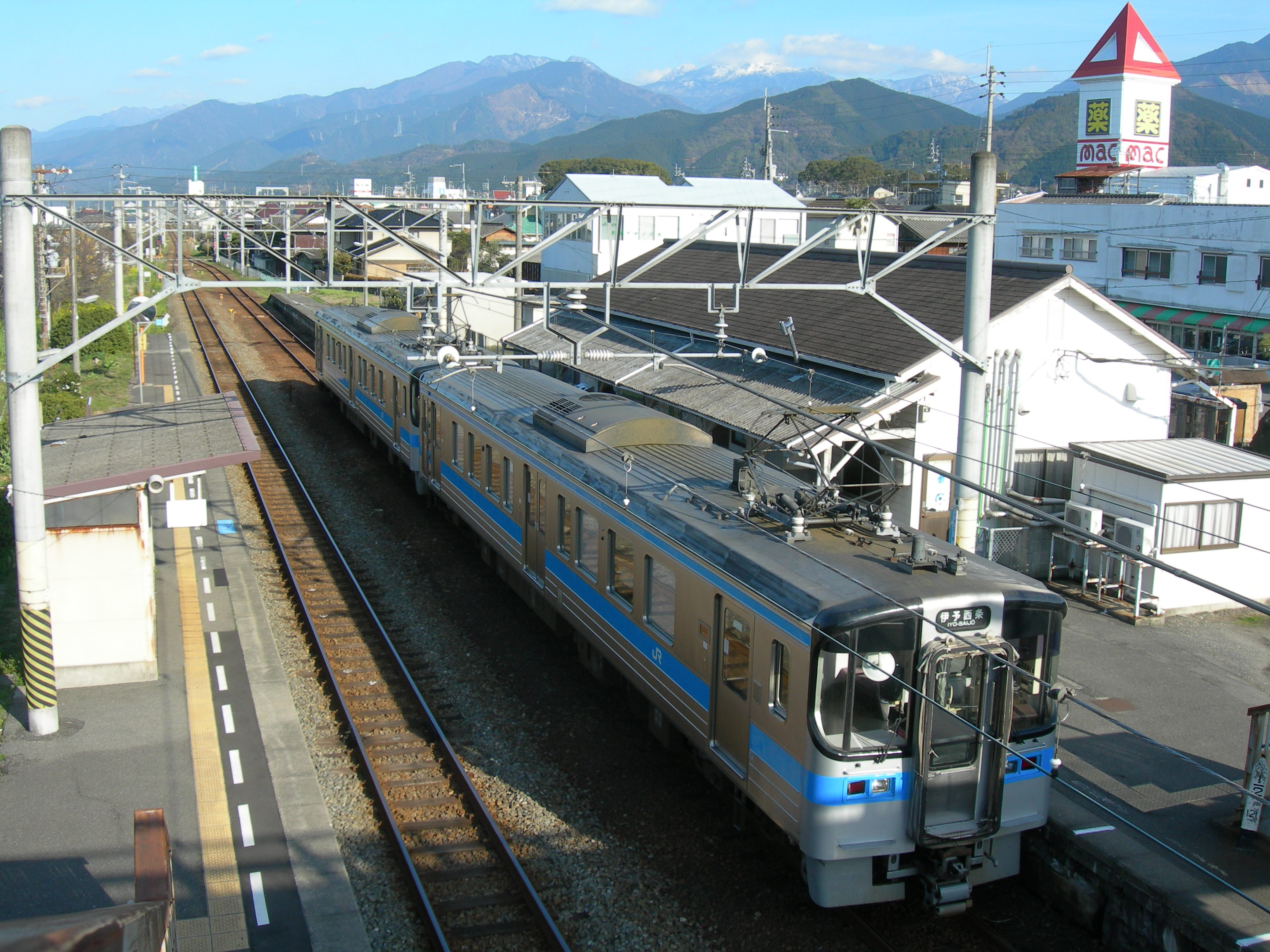
一列開往伊予西條站的普通列車停靠在1號月台(2008年3月)

設有不對稱側式月台2個，有效長度為6輛。1號月台為側線軌道，一般情況下，上下行普通列車都會停靠；2號月台為主線道，主要供特急列車通過，或部份上行普通列車使用。
月台之間以行人天橋連接，2號月台上則另設有蓋開放式候車室1座。兩端路軌皆設有緊急轉轍器，而1號月台前端向玉之江站方向亦保留了舊貨物列車路軌及月台，現時作為保線用途。

### 月台配置
| 月台 | 路線    | 目的地 | 前往                               | 備註!                |
| ---- | ------- | ------ | ---------------------------------- | -------------------- |
| 1    | ■予讚線 | 上行   | 伊予西條、觀音寺、多度津、高松方向 | 所有下行列車停靠。   |
| 1    | ■予讚線 | 下行   | 今治、松山、伊予市方向             | 大部份上行列車停靠。 |
| 2    | ■予讚線 | 上行   | 伊予西條、觀音寺、高松方向         | 一天4班。            |

## 歷史
- 1923年5月1日：讚岐線由伊予西條站伸延至壬生川站，設站[5]。
- 1987年4月1日：日本國鐵分割民營化，車站經營權由JR四國繼承。

## 相鄰車站
四國旅客鐵道（JR四國）
■予讚線
伊予冰見（Y33）－伊予小松（Y34）－玉之江（Y35）